# Correbidia striata
Correbidia striata là một loài bướm đêm thuộc phân họ Arctiinae, họ Erebidae.